# 미셸 필립스
미셸 필립스(Michelle Phillips, 1944년 6월 4일 ~ )는 미국의 가수이며 배우이다. 마마스 앤 파파스에서 보컬을 담당하였다. 존 필립스와 결혼하였으나 후에 이혼하였다.
가수 데뷔는 1966년 그룹 마마스 앤 파파스의 멤버로, 배우로서는 1971년 영화 '마지막 영화'로 데뷔하였다.